# Sauber C37
Chronologie des modèles (2018)
Sauber C36 Alfa Romeo C38
La Sauber C37 est la monoplace de Formule 1 engagée par Sauber dans le cadre du championnat du monde de Formule 1 2018. Elle est pilotée par le Suédois Marcus Ericsson et par le Monégasque Charles Leclerc qui remplace l'Allemand Pascal Wehrlein qui n'a pas été retenu par l'écurie bien qu'il ait marqué les cinq points de l'écurie en 2017. Les pilotes-essayeurs sont l'Italien Antonio Giovinazzi et la Colombienne Tatiana Calderón.
Le sponsor-titre est Alfa Romeo et l'écurie est connue sous la dénomination Alfa Romeo Sauber F1 Team pour la saison 2018.

## Création de la monoplace
La voiture devait initialement disposer d'un moteur Honda mais, le 27 juillet 2017, Frédéric Vasseur, nouvellement nommé par le fonds d'investissement suisse Longbow Finance, propriétaire de l'écurie, à la place de Monisha Kaltenborn, annonce l'annulation du partenariat moteur avec Honda avant même qu'il ait débuté. Le lendemain, il confirme la prolongation de la collaboration avec Ferrari,. Après avoir utilisé un moteur Ferrari aux spécifications de 2016 durant la saison 2017, Sauber a renégocié avec l'écurie de Maranello pour avoir un moteur aux spécifications de 2018 dans le cadre de l'entente signée avec le sponsor Alfa Romeo.
Conçue par l'ingénieur allemand Jörg Zander, la C37 est présentée le 20 février 2018 à l'usine de Sauber à Hinwil en Suisse et se démarque par sa livrée rouge et blanche, des couleurs propres au sponsor-titre Alfa Romeo,. 
Elle se distingue notamment par un moteur Ferrari aux spécifications identiques à celle de l'écurie Ferrari. Tout comme la SF71, elle possède un empattement plus long que sa devancière (l'axe antérieur a été avancé) pour permettre, entre autres, d'installer des déflecteurs aérodynamiques. 
La taille des ouvertures des pontons a été réduite pour réduire la traînée. La Sauber C37 est dotée de deux ouvertures dans les pontons (plus verticales qu'horizontales) qui rappellent les Benetton B187, B188, B189. La partie inférieure des flancs du capot est dotée de déflecteurs similaires à la Haas VF-18, elle aussi propulsée par le moteur Ferrari.
Le museau de la C37, percé de deux « narines » rappelant celui de la Force India VJM10. Sur le capot avant, deux ouvertures sont creusées pour deux S-ducts dont la fonction est de limiter la formation d’une couche limite épaisse.
Les ailerons avant sont très sculptés, comme sur la plupart des monoplaces de 2018. La C37 est équipée de petits déflecteurs fixés au bras de suspension supérieur, comme sur la Toro Rosso STR12 de 2017. Par rapport à sa devancière, le pivot du triangle supérieur de la suspension avant est attaché plus haut sur la roue, comme la Mercedes AMG F1 W08 EQ Power+ et la Toro Rosso STR12 et la Red Bull RB14.
La prise d'air reprend le concept de 2017, déjà été vu sur la Mercedes-Benz MGP W01 en 2010, la Force India VJM04 en 2011 et la Lotus T128 de 2011.

## Résultats en championnat du monde de Formule 1
| Saison | Écurie                    | Moteur                             | Pneus   | Pilotes         | Courses | Courses | Courses | Courses | Courses | Courses | Courses | Courses | Courses | Courses | Courses | Courses | Courses | Courses | Courses | Courses | Courses | Courses | Courses | Courses | Courses | Points inscrits | Classement |
| Saison | Écurie                    | Moteur                             | Pneus   | Pilotes         | 1       | 2       | 3       | 4       | 5       | 6       | 7       | 8       | 9       | 10      | 11      | 12      | 13      | 14      | 15      | 16      | 17      | 18      | 19      | 20      | 21      | Points inscrits | Classement |
| ------ | ------------------------- | ---------------------------------- | ------- | --------------- | ------- | ------- | ------- | ------- | ------- | ------- | ------- | ------- | ------- | ------- | ------- | ------- | ------- | ------- | ------- | ------- | ------- | ------- | ------- | ------- | ------- | --------------- | ---------- |
| 2018   | Alfa Romeo Sauber F1 Team | Ferrari V6 turbo Type 062 EVO 1.6L | Pirelli |                 | AUS     | BAH     | CHI     | AZE     | ESP     | MON     | CAN     | FRA     | AUT     | GBR     | ALL     | HON     | BEL     | ITA     | SIN     | RUS     | JAP     | USA     | MEX     | BRE     | ABU     | 48              | 8e         |
| 2018   | Alfa Romeo Sauber F1 Team | Ferrari V6 turbo Type 062 EVO 1.6L | Pirelli | Marcus Ericsson | Abd     | 9e      | 16e     | 11e     | 13e     | 11e     | 15e     | 13e     | 10e     | Abd     | 9e      | 15e     | 10e     | 15e     | 11e     | 13e     | 12e     | 10e     | 9e      | Abd     | Abd     | 48              | 8e         |
| 2018   | Alfa Romeo Sauber F1 Team | Ferrari V6 turbo Type 062 EVO 1.6L | Pirelli | Charles Leclerc | 13e     | 12e     | 19e     | 6e      | 10e     | Abd     | 10e     | 10e     | 9e      | Abd     | 15e     | Abd     | Abd     | 11e     | 9e      | 7e      | Abd     | Abd     | 7e      | 7e      | 7e      | 48              | 8e         |

Légende : ici